# NGC 4276
NGC 4276 је спирална галаксија у сазвежђу Девица која се налази на NGC листи објеката дубоког неба.
Деклинација објекта је + 7° 41' 29" а ректасцензија 12h 20m 7,7s. Привидна величина (магнитуда) објекта NGC 4276 износи 12,7 а фотографска магнитуда 13,4. NGC 4276 је још познат и под ознакама UGC 7385, MCG 1-32-10, CGCG 42-32, VCC 393, IRAS 12175+0757, PGC 39765.